# Dazhao-Tempel
Der Dazhao-Tempel (chinesisch 大召 oder 大召寺, Pinyin Dàzhào (Sì) – „Großer Tempel“, mongolisch Их Зуу, ᠶᠡᠬᠡ

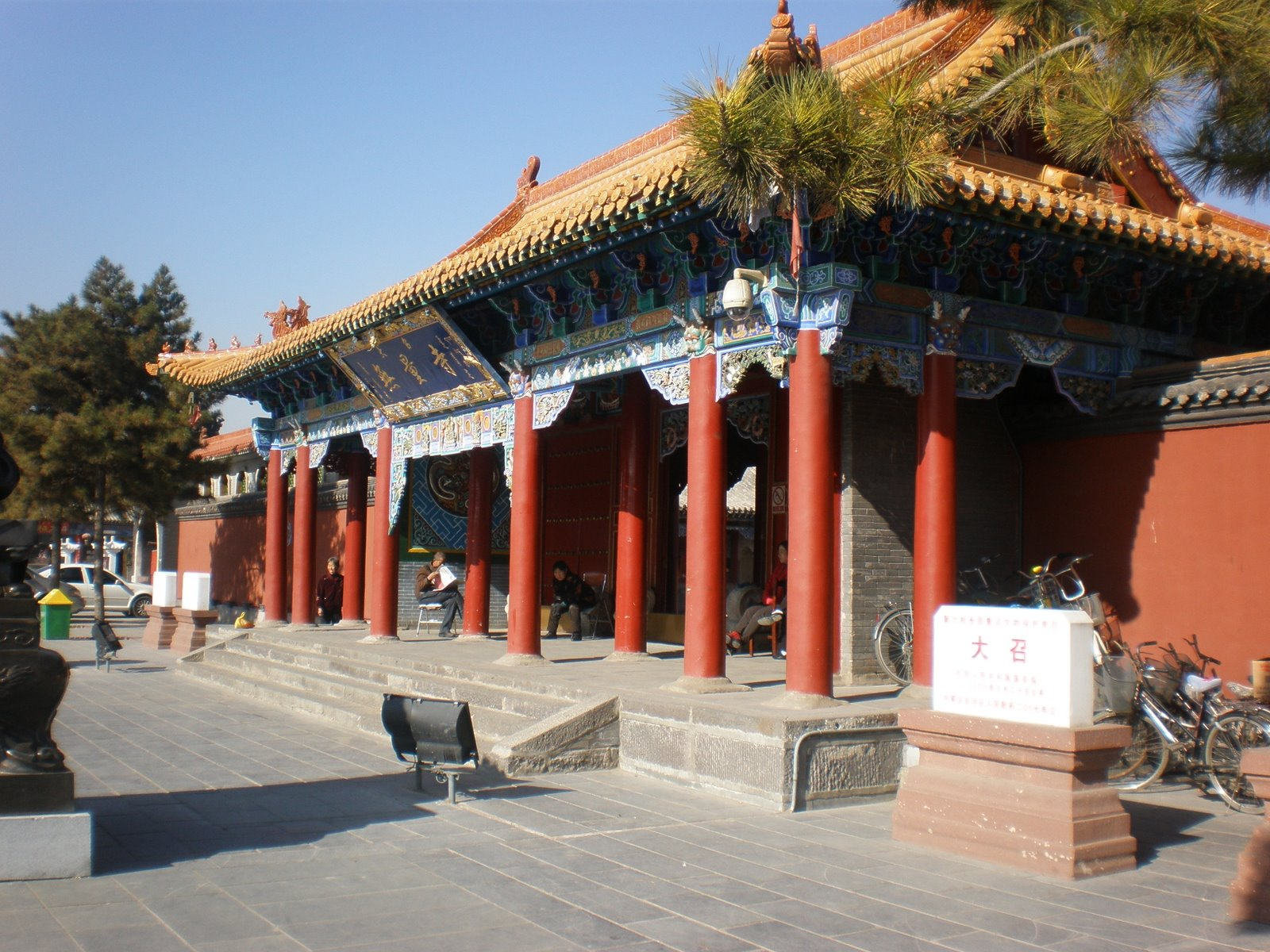
Dazhao

ᠵᠤᠤ, Ikh Dsuu) ist ein bedeutender Tempel der Gelug-Schule des tibetischen Buddhismus in der Altstadt von Hohhot, der Hauptstadt der Inneren Mongolei. Er wurde ursprünglich 1579 in der Zeit der Ming-Dynastie erbaut und gilt als der älteste lamaistische Tempel der Inneren Mongolei.
Zu seinen besonders verehrten religiösen Schätzen zählt eine vom 3. Dalai Lama 1586 anlässlich eines Besuchs gestiftete überlebensgroße silberne Shakyamuni-Statue, weshalb der Tempel auch Silber-Buddha-Tempel (chinesisch 银佛寺, Pinyin Yínfó Sì) genannt wird. Er besitzt auch einen Schrein für den Qing-Kaiser Kangxi und Wandgemälde, die an dessen Besuch erinnern. Zu seinen Kulturgütern zählen fein gearbeitete Drachen-Schnitzereien.
Der Dazhao-Tempel (Dazhao) steht seit 2006 auf der Liste der Denkmäler der Volksrepublik China (Innere Mongolei) (6-488).